# Catfish (Bob Dylan)
Catfish è una canzone scritta da Bob Dylan e Jacques Levy. Sarebbe stata originariamente registrata per l'album del 1976 Desire, ma non è stata pubblicata fino al 1991, anno dell’uscita di The Bootleg Series Volumes 1-3 (Rare & Unreleased) 1961-1991. Catfish è un tributo al lanciatore della Hall of Fame del baseball Jim Hunter (appunto conosciuto con il nome di Catfish Hunter).
Joe Cocker ha realizzato una cover inclusa nel suo album del 1976 Stingray; Kinky Friedman eseguì una versione dal vivo per il suo album Lasso from El Paso.